# Orlando Challenger
L'Orlando Challenger è stato un torneo professionistico di tennis giocato su campi in cemento. Faceva parte dell'ATP Challenger Series. Si è giocata una sola edizione, a Orlando negli Stati Uniti.

## Albo d'oro

### Singolare
| Anno | Campione        | Finalista  | Punteggio |
| ---- | --------------- | ---------- | --------- |
| 2005 | Michael Russell | Todd Widom | 6–4, 6–2  |

### Doppio
| Anno | Campioni                     | Finalisti                  | Punteggio |
| ---- | ---------------------------- | -------------------------- | --------- |
| 2005 | Ashley Fisher Tripp Phillips | Alex Kuznetsov Miša Zverev | Default   |